# I Remember Yesterday (album)
I Remember Yesterday è il quinto album in studio di Donna Summer, pubblicato nel 1977 da Casablanca Records a soli sette mesi di distanza dal precedente Four Seasons of Love.

## Accoglienza
Secondo Ron Wynn di AllMusic, I Remember Yesterday è l'unico album, dalla pubblicazione di Love to Love You Baby che sia riuscito ad attirare di nuovo l'attenzione del pubblico su Donna Summer e la sua musica.
| Recensione                    | Giudizio |
| ----------------------------- | -------- |
| AllMusic                      |          |
| Christgau's Record Guide      | B–       |
| Encyclopedia of Popular Music |          |
| Music Week                    |          |
| Record Mirror                 |          |

## Tracce
Testi e musiche di Donna Summer, Giorgio Moroder, Pete Bellotte.
1. I Remember Yesterday – 4:45
2. Love's Unkind – 4:29
3. Back in Love Again – 3:54
4. I Remember Yesterday (Reprise) – 3:02
5. Black Lady – 3:47
6. Take Me – 5:03
7. Can't We Just Sit Down (And Talk It Over) – 4:25 (Tony Macaulay)
8. I Feel Love – 5:54

## Crediti
- Donna Summer - voce, compositrice
- Thor Baldursson - arrangiamenti, tastiera, sintetizzatori
- Les Hurdle - basso
- Keith Forsey - batteria, percussioni
- Jürgen Koppers - mixaggio
- Geoff Bastow - chitarra
- Mats Björklund - chitarra
- Giorgio Moroder - produttore, compositore, sintetizzatori
- Pete Bellotte - produttore e compositore
- Robby Wedel - sintetizzatori[9]

## Classifiche

### Classifiche settimanali
| Classifica (1977) | Posizione massima |
| ----------------- | ----------------- |
| Argentina         | 3                 |
| Australia         | 4                 |
| Austria           | 3                 |
| Canada            | 15                |
| Germania          | 7                 |
| Giappone          | 77                |
| Italia            | 1                 |
| Norvegia          | 5                 |
| Nuova Zelanda     | 2                 |
| Paesi Bassi       | 6                 |
| Portogallo        | 5                 |
| Regno Unito       | 3                 |
| Spagna            | 1                 |
| Stati Uniti       | 18                |
| Svezia            | 13                |

### Classifiche di fine anno
| Classifica (1977) | Posizione |
| ----------------- | --------- |
| Australia         | 21        |
| Austria           | 9         |
| Canada            | 84        |
| Germania          | 48        |
| Paesi Bassi       | 44        |
| Regno Unito       | 25        |
| Stati Uniti       | 63        |

## Pubblicazione
| Paese       | Data           | Formato | Etichetta             |
| ----------- | -------------- | ------- | --------------------- |
| Stati Uniti | 13 maggio 1977 | LP, CD  | Casablanca Record     |
| Francia     | 13 maggio 1977 | LP, CD  | WEA Filipacchi Music  |
| Paesi Bassi | 13 maggio 1977 | LP, CD  | Groovy Records        |
| Spagna      | 13 maggio 1977 | LP      | Ariola\UMG Recordings |